# Saga (cantora)
Saga (1975) é uma cantora  nacionalista branca sueca do gênero Rock Against Communism. Começou a carreira como vocalista da banda Symphony of Sorrow.

## Discografia

### Com a banda Symphony of Sorrow
- Paradise Lost (2000)
- Symphony of Hatred (2005)

### Como cantora solo
- Live and Kicking (2000)
- My Tribute to Ian Stuart Volume 1 (2000)
- My Tribute to Ian Stuart Volume 2 (2000)
- My Tribute to Ian Stuart Volume 3 (2001)
- Midgård - Pro Patria III (2003)
- On my own (2007)
- Comrades Night Live (2009)
- Weapons of choice (2014)